# Palača Karla V.
Palača Karla V. je renesančna stavba v Granadi, južna Španija, ki se nahaja na vrhu hriba Assabica, znotraj Nasridske utrdbe Alhambra. 
Ukazal jo je zgradili Karel V. Habsburški, ki si je želel postaviti stalno prebivališče v bližini palače Alhambra. Čeprav so si katoliški monarhi že spremenili nekatere prostore Alhambre po osvojitvi mesta leta 1492, se je Karel V. namenil zgraditi bivališče primerno za cesarja. Projekt je dobil Pedro Machuca, arhitekt, katerega biografija in vplivi so slabo znani. Takrat je bila španska arhitektura prežeta s slogom plateresco, še vedno s sledmi gotskega izvora. Machuca je zgradil palačo, ki je ustrezala stilistično manierizmu, načinu, ki je bil še vedno v povojih v Italiji. Zunanjost stavbe uporablja tipično renesančno kombinacijo rustikalnosti na nižji etaži in klesanca na zgornjem delu. Tudi če je bil Machuca res sprejet v Michelangelov atelje v času gradnje palače leta 1527, je slednji oblikoval še večino svojih arhitekturnih del.
Palača je 17 metrov visoka in meri 63 n v kvadrat, ki vsebuje notranje krožno dvorišče. Glavna značilnost te zgradbe je manieristična, nima precedensa v renesančni arhitekturi in jo postavlja med avantgardo svojega časa. Palača ima dve nadstropji (brez upoštevanja vmesne etaže - (mezanin)). Na zunanjosti je nižji del v toskanskem redu, medtem ko je zgornji v jonskem redu, izmenično s pilastri in okna s pedimentom. Obe glavni fasadi imata portale, narejene iz kamna iz Sierre Elvira.
Krožna teras ima tudi dve nadstropji. Nižja je sestavljen iz stebrišča (kolonada) v dorskem redu iz konglomeratnega kamna, z ortodoksno klasičnim ogredjem, ki ga oblikujejo triglifi in metope. Zgornje nadstropje ima stilizirano jonsko stebrišče z ogredjem brez dekoracije. Ta organizacija teras kaže globoko poznavanje arhitekture rimskega imperija, bila je oblikovana v čistem renesančnem slogu ampak s svojo ukrivljeno obliko, ki preseneča obiskovalce, ki vstopajo. Notranji prostori in stopnišča so urejena v kombinaciji kvadrata in kroga. Podobne estetske naprave bi se razvile v naslednjih desetletjih po klasifikaciji manierizma.
Palača ni bila zaključena in je ostala brez strehe do poznega dvajsetega stoletja.

## Zuanje povezave
- Photo Essay on the Palace of Charles V